# Tadeusz Pawłowski (wspinacz)
Tadeusz Aleksander Pawłowski, ps. Pstruś (ur. 22 listopada 1910 w Warszawie, zm. 17 kwietnia 1992 w Zakopanem) – polski chemik, taternik, alpinista, ratownik górski, kierownik Tatrzańskiego Ochotniczego Pogotowia Ratunkowego.

## Życiorys
Od dziecka chodził po Tatrach jako turysta, a od 16. roku życia uprawiał taternictwo. Uczęszczał do gimnazjum w Zakopanem, egzamin maturalny zdał w 1930 roku. W późniejszych latach studiował chemię na Uniwersytecie Warszawskim oraz Uniwersytecie Jagiellońskim, w 1938 roku ukończył studia z tytułem magistra chemii. W 1939 roku poślubił Janinę z Klimińskich, małżeństwo trwało do 1956 roku. Ich synem jest Marek Pawłowski (ur. 1948), również taternik i ratownik górski. Druga żona Tadeusza Pawłowskiego, Irena, przez wiele lat pracowała w turystyce. Córką Tadeusza i Ireny jest Anna Wende-Surmiak, magister filologii romańskiej, dyrektor Muzeum Tatrzańskiego w Zakopanem, tłumaczka. Siostrą Pawłowskiego była Ada Kopczyńska.

## Taternictwo i alpinizm
W latach 1929–1939 Tadeusz Pawłowski należał do najbardziej aktywnych taterników. Początkowo należał do jednej z dwóch grup wspinaczy zakopiańskich, skupionej wokół obu miejskich gimnazjów. Innymi jej członkami byli m.in. Tadeusz Brzoza, Jan Gnojek, Mieczysław Kowalski, Stanisław Motyka, Witold Henryk Paryski i Jan Sawicki. Do jego górskich partnerów należeli (także w późniejszych latach) też Józef Krzeptowski, Bronisław Czech, Antoni Kenar, Wiesław Stanisławski, Zofia Radwańska-Kuleszyna, Bolesław Chwaściński i Tadeusz Bernadzikiewicz. W tym czasie Pawłowski dokonał wielu trudnych przejść, w tym nowych takich jak:
- północną ścianą Lodowego Zwornika (1930, ze Stanisławskim i Gnojkiem[3]),
- północno-wschodnią ścianą Pośredniego Gerlachu (1930),
- prawym filarem wschodniej ściany Rysów (1932),
- środkową częścią południowej ściany Małego Lodowego Szczytu (1936)[1].

Również w tym czasie należał do najbardziej aktywnych taterników wspinających się w zimie, m.in. w kwietniu 1937 roku wraz z Radwańską-Kuleszyną dokonał drugich zimowych wejść na Pośrednią Śnieżną Turnię od strony przełęczy Ścienki oraz północno-wschodnią granią Krywania.
Od 1937 roku brał udział w wyprawach w inne góry: w Alpy z Klubem Wysokogórskim (1937, 1938), Dolomity (1938), w Ruwenzori (1939). W czasie tej ostatniej wraz z Tadeuszem Bernadzikiewiczem dokonał m.in. pierwszego wejścia północno-wschodnią granią na najwyższy w tym paśmie Szczyt Małgorzaty (5109 m). W czasie wojny krótko wspinał się w Libanie (1942), Kurdystanie (1943), Apeninach (1945). Po powrocie do kraju nadal uprawiał taternictwo, wspinał się też w Kaukazie (1965), Alpach Austriackich (1968, 1971), Turcji (1969), Apeninach (1974), Pirenejach (1974), górach Sierra Nevada (1977), Riła (1979), Alpach Julijskich i Austriackich (1980) i Dolomitach (1980).

## Okres II wojny światowej
Pod koniec lata 1939 roku pracował jako kierownik Szkoły Taternictwa Klubu Wysokogórskiego na Hali Gąsienicowej, gdzie zastąpił Stanisława Motykę. Od października 1939 do lutego 1940 roku wraz z żoną Janiną, Włodzimierzem Gosławskim i siostrą Adą Kopczyńską prowadził schronisko w Starej Roztoce, stanowiące punkt przerzutowy dla Polaków przedostających się na Węgry. W czasie zamieci Pawłowski niemal stracił całe trzy palce u ręki. Potem ukrywał się przed Gestapo, a w kwietniu tego roku za drugim razem udało mu się przejść na stronę węgierską wraz z Jerzym Włoczkowskim. W dalszej kolejności w lipcu przez Jugosławię i Turcję dostał się do Palestyny. Do końca wojny pełnił służbę w Wojsku Polskim, walczył w bitwie pod Tobrukiem. Przy wychodzeniu z Tobruku został ranny, pozostał przez jakiś czas w szpitalu w Aleksandrii. Następnie skończył podchorążówkę w palestyńskim Bejd Jirga i wziął udział w kampanii włoskiej. Walczył pod Monte Cassino, był wśród zdobywców Ankony i Bolonii. Służył w 4 Batalionie Strzelców Karpackich, w stopniu podporucznika . Został dwukrotnie odznaczony Krzyżem Walecznych . Do Polski trafił z powrotem w maju 1947 roku.

## Okres powojenny
Już w okresie międzywojennym brał udział w wyprawach ratunkowych TOPR. Po powrocie z wojny, w lipcu 1947 został kierownikiem TOPR i pełnił tę funkcję do 1952, kiedy to objął kierownictwo nowo założonego Górskiego Ochotniczego Pogotowia Ratunkowego. Pracował na tym stanowisku do 1960 roku, przeprowadził liczne akcje ratunkowe i zasłużył się dla początków nowoczesnego ratownictwa górskiego w Polsce.
W 1949 roku Pawłowski uzyskał uprawnienia przewodnika tatrzańskiego I klasy, po 1960 roku pracował przede wszystkim jako przewodnik i instruktor przewodnictwa i taternictwa. Od września 1963 do kwietnia 1966 roku prowadził schronisko na Hali Ornak.
Był autorem licznych artykułów o tematyce związanej z taternictwem, ratownictwem górskim i alpinizmem, publikowanych m.in. w „Taterniku”, „Wierchach” i „Turyście”. Wspólnie z innymi autorami wydał Skalne drogi w Tatrach Wysokich (Warszawa 1938, z Zofią Radwańską-Kuleszyną, suplement do przewodnika Chmielowskiego i Świerza), książkę Sygnały z gór (Warszawa 1973), a także satyryczne czasopismo „Tatapiernik” (1932).
Od 1932 roku należał do zarządu Sekcji Taternickiej Klubu Sportowego „Tatry” w Zakopanem, od 1947 roku był członkiem zarządów TOPR, GOPR, Koła Zakopiańskiego KW, Koła Przewodników Tatrzańskich w Zakopanem, Oddziału Zakopiańskiego PTT i PTTK oraz Rady Przewodnictwa Tatrzańskiego (do 1984). Od 1980 roku pełnił funkcję prezesa Klubu Seniora Grupy Tatrzańskiej GOPR.
Tadeusz Pawłowski został pochowany na Starym Cmentarzu na Pęksowym Brzyzku (sektor L-II-41). Uhonorowano go honorowym członkostwem Sekcji Taternickiej Klubu Sportowego „Tatry” (1932), GOPR (1972), Horskiej služby, Polskiego Związku Alpinizmu, Koła Zakopiańskiego KW i Koła Przewodników Tatrzańskich w Zakopanem.

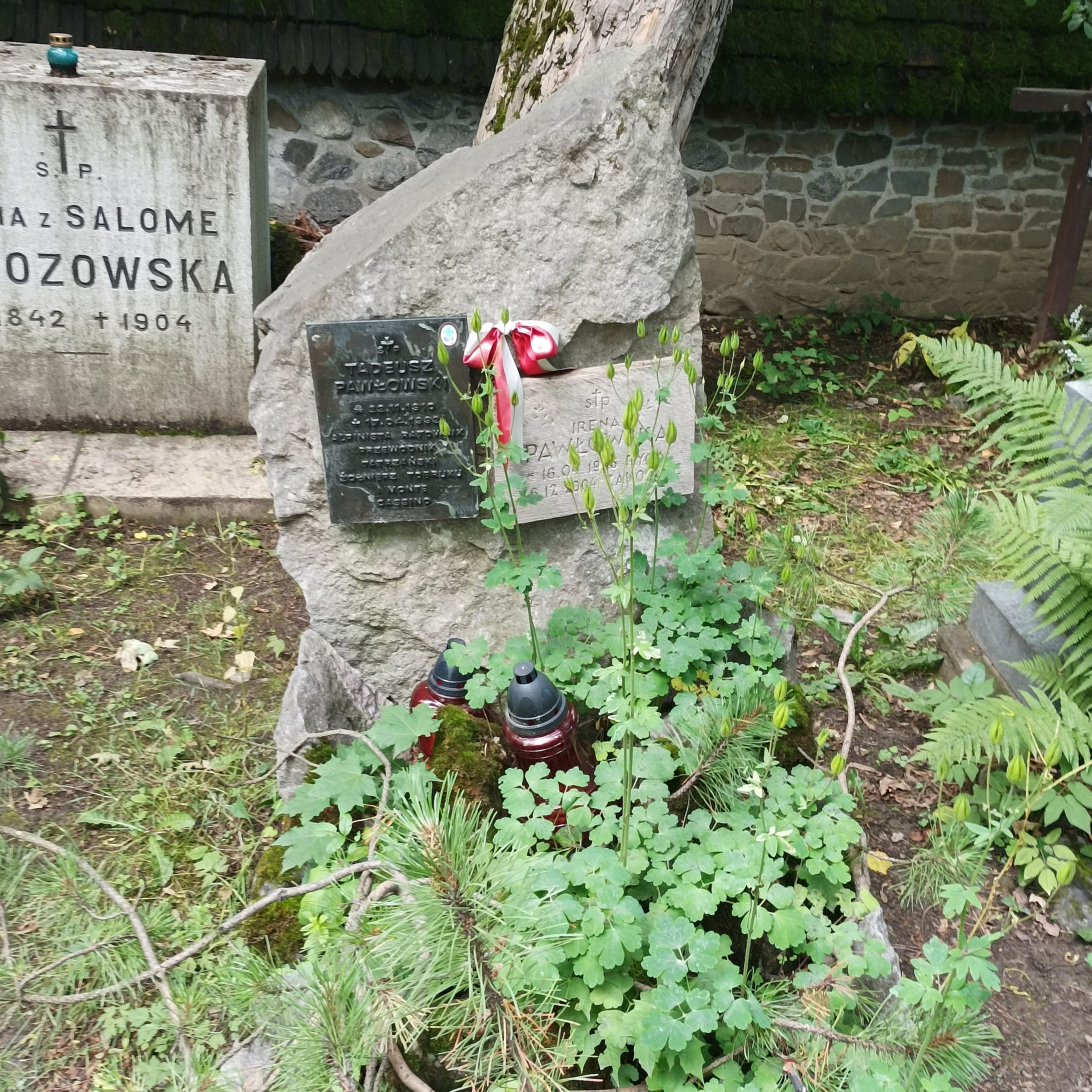
Grób Tadeusza Pawłowskiego na Cmentarzu Zasłużonych na Pęksowym Brzyzku